# Tahr du Népal
Hemitragus jemlahicus jemlahicus
Espèce
Sous-espèce
Le Tahr du Népal (Hemitragus jemlahicus jemlahicus) est une sous-espèce du Tahr de l'Himalaya.

## Systématique
Cette sous-espèce n'est pas reconnue par l’UICN.

## Répartition
Comme son nom l'indique le Tahr du Népal est endémique du Népal et, plus précisément, de la partie himalayenne de ce dernier.